# Archivpark

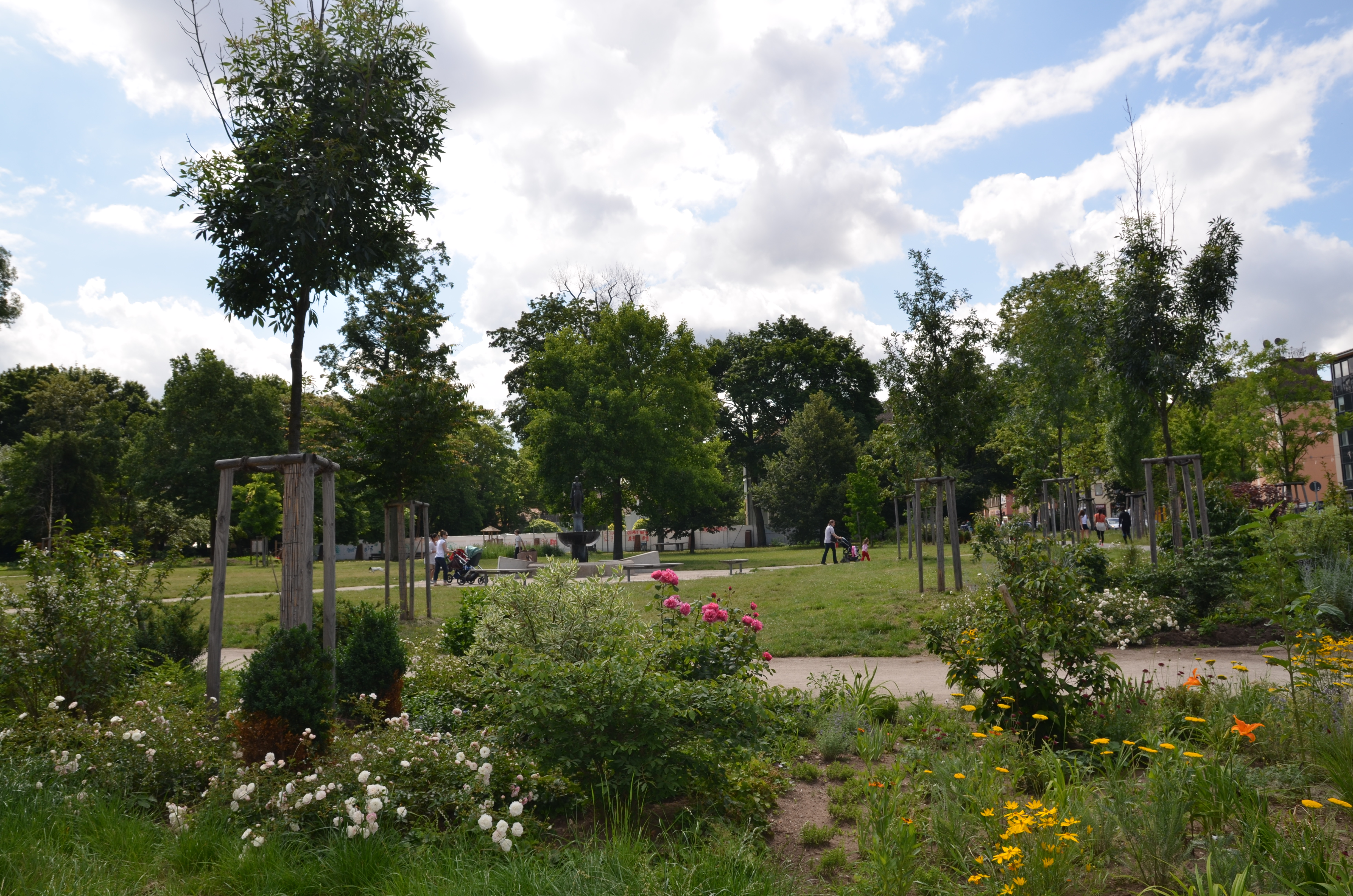
Archivpark nach der Umgestaltung (2012)

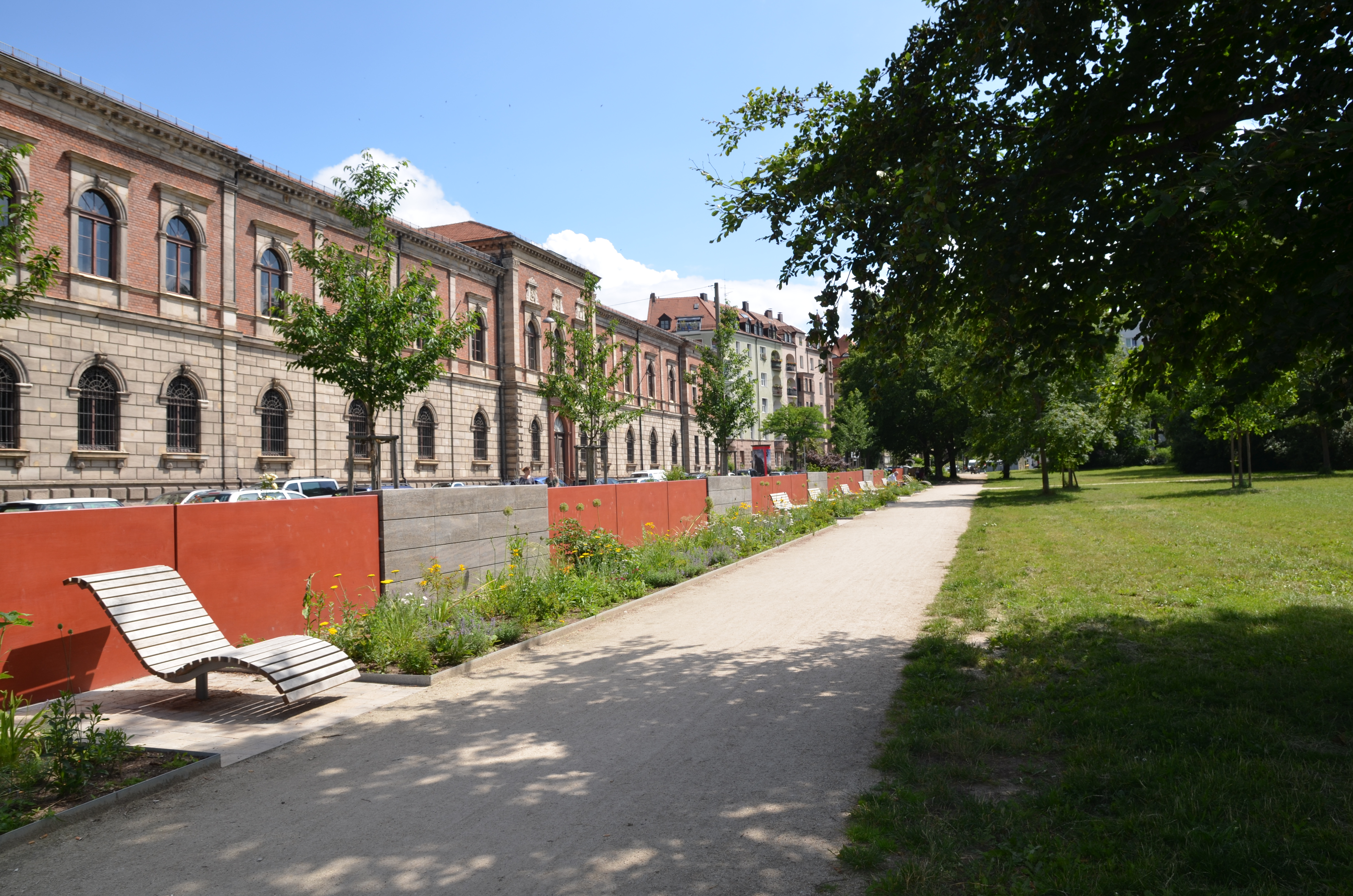
Archivpark – Mauer entlang der Archivstraße mit begleitendem Weg und Holzliegen (2012)

Der Archivpark, nach der den Park anlegenden „Colleg-Gesellschaft“ auch als Colleggarten oder Kolleggarten bezeichnet, ist ein ca. 2,2 Hektar großer Quartierspark im Nürnberger Stadtteil Gärten hinter der Veste. Er ging aus einem Grundstück hervor, das der Großkaufmann Georg Zacharias Platner im Norden der Stadt Nürnberg besaß und als Garten nutzte. Der Garten erstreckte sich, nach heutigen Straßennamen, von der Archivstraße bis zur Pirckheimerstraße und von der Bucher Straße bis hin zur Pilotystraße.

## Entwicklung des Gartens
Das Gartenanwesen mit der Hausnummer 36 wurde 1859 von der Colleg-Gesellschaft erworben, in der seit 1781 ursprünglich nur Mitglieder des Handelsstandes in geselliger Runde zusammenkamen, um mit dem geringsten Aufwand sich auch Stunden der Freude und der Erholung zu schaffen. Man mietete als Sommerfrische für die Mitglieder Gärten an, zuletzt den Platnersgarten an der Bucher Straße, den die Gesellschaft 1859 schließlich sogar erwarb. 1907/08 wurde das zu klein gewordene alte Haus durch einen geräumigen Neubau ersetzt.
Am 1. März 1941 kaufte die Stadt Nürnberg der Colleggesellschaft das Grundstück ab. Im Colleggebäude wurde ein Krankenhaus eingerichtet, der westliche Gartenteil diente als Krankenhausgarten und die östliche Hälfte als öffentliche Grünanlage. In den 1950er Jahren löste sich die Colleggesellschaft auf, das Colleggebäude fiel dem Abriss zum Opfer. Der Colleggarten wurde in seiner Gesamtheit zur öffentlichen Grünanlage umgeformt.
Für den Bau des U-Bahnhofs Friedrich-Ebert-Platz wurde der nordwestliche Teil des Parks als Lager und für die Rampe zum Anfahrschacht genutzt. Dafür mussten mehrere Bäume gefällt werden.

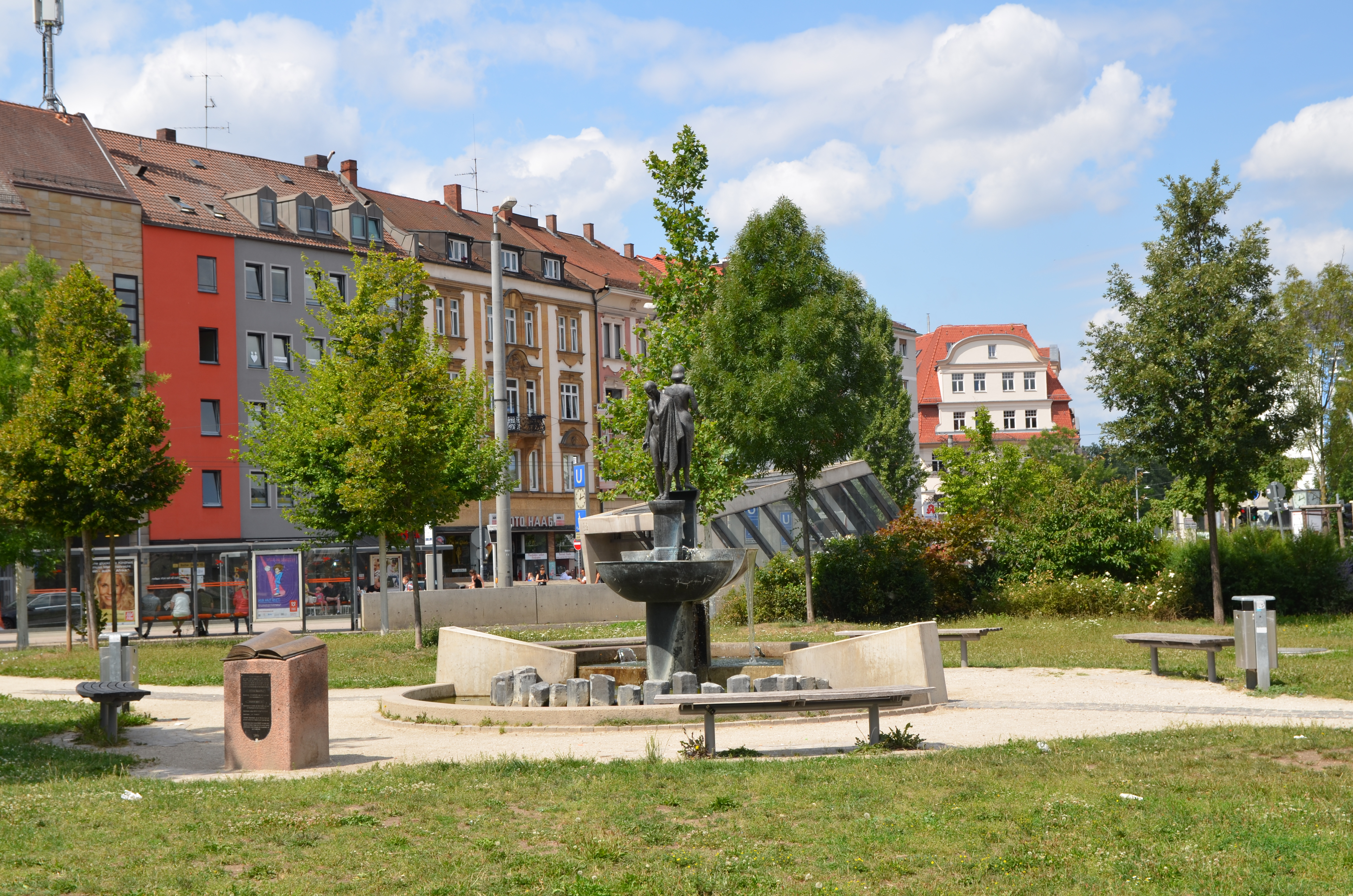
Der Norisbrunnen im Archivpark ist zentrales Element des nordwestlichen Parkeingangs (2017)

Der Archivpark wurde 2011–2012 generalsaniert. Die Neugestaltung der Grünanlage umfasste 33 Baumpflanzungen, die Wiedererrichtung des Norisbrunnens, die Errichtung einer durchgängigen Mauer entlang der Archivstraße mit einem begleitenden Weg und flankierenden Sitzgelegenheiten aus Holz. Der Spielbereich im Südwesten des Parks wurde zudem umgestaltet und weitere Wege angelegt. Heute bildet eine zentrale Wiesenfläche mit Sitzmöglichkeiten das Zentrum des Parks.

Der Norisbrunnen befindet sich im Nordwesten des Parks und besteht aus einer zweigeteilten Figur mit Brunnenschale aus Bronzeguss auf einer Betonkonstruktion. 1994 wurde der Brunnen von Kurt Klutentreter gespendet und von dem Künstler Hanspeter Widrig gestaltet.